# Wellness für Paare
Wellness für Paare ist eine experimentelle deutsche Filmkomödie von Jan Georg Schütte aus dem Jahr 2016. Der vorwiegend improvisierte Ensemblefilm wurde in Deutschland erstmals am 23. November 2016 im Ersten ausgestrahlt.

## Handlung
Fünf Paare mittleren Alters nehmen im Rahmen eines Wellness-Wochenendes in einem Schlosshotel an  professionell geleiteten Paargesprächen teil. Jedes der Paare bringt bei der Therapiesitzung seine eigenen Probleme zur Sprache. Jan beichtet seiner sich Sicherheit wünschenden Partnerin Kasa, dass er pleite ist. Heinz-Peter gesteht seiner langjährigen Partnerin Michaela, dass er mehrere Jahre lang zweigleisig gefahren ist und auch eine andere Frau geliebt hat. Maren wünscht sich sehnlichst ein Kind von Dirk, der aber seit Äußerung des Wunsches mit Erektionsproblemen zu kämpfen hat. Im Gegensatz dazu wünscht sich Thomas von der 50-jährigen Therese ein Kind. Malte und Nina kennen sich seit der Schulzeit, haben sich jedoch zuletzt voneinander entfremdet; während der Therapiesitzung gesteht Nina einen Seitensprung. Die meisten Paare nähern sich durch das gemeinsame Wochenende wieder an, diskutieren ihre Probleme und sehen einer gemeinsamen Zukunft positiv entgegen. Als die Paare am Ende des Wochenendes gefragt werden, ob sie den jeweils anderen in einem neuen Leben nochmal als Partner wählen würden, antwortet lediglich die betrogene Michaela, dass sie sich nicht sicher sei. 

## Hintergrund
Der Film wurde ohne ausgearbeitetes Drehbuch und somit ausschließlich auf Basis von Figurprofilen gedreht. Keiner der Darsteller wusste, welche Themen ihre Filmpartner und Therapeuten in den Sitzungen zur Sprache bringen und wie diese auf das Geschehen reagieren würden.
Gedreht wurde genau 48 Stunden lang mit 21 Kameraleuten auf Schloss Gartrop im Niederrhein (Region). Der Regisseur übernahm selbst die Rolle des Hotelmanagers.

## Rezeption

### Auszeichnungen
- Ensemblepreis des Deutschen Schauspielerpreises 2017[2]